# Budova OV KSS (Žilina)
Budova Okresního výboru komunistické strany Slovenska v Žilině, která dnes slouží jako budova městského úřadu pro město Žilina je administrativní budova v uvedeném městě. Nachází se na adrese Námestie obetí komunizmu 1, jižně od centra města.

## Popis
Komplex budov tvoří dva bloky orientované severo-jižním směrem a vzájemně propojené. Nápadná je věž se schodištěm na východním okraji. Jedná se o čtyřpatrové bloky.
Ty v jižní části doplňuje objekt s velkou zasedací halou s osmiúhelníkovým půdorysem.
Jak bylo v československé architektuře své doby typické, byl komplex obložen kabřincovými dlaždicemi, a to všechny objekty a všechny fasády. Některé části fasády byly upraveny dekorativními prvky, většinou v rozích, které odkazují na prvky hi-tech architektury a brutalismu. Kromě průmyslově vyráběných dlaždic byly do fasády zahrnuty i unikátní dílce vyrobené uměleckými sochaři. Stavba bývá občas označována jako ukázka pozdní moderní architektury na Slovensku. Architektka získala v roce 1989 za stavbu cenu Svazu architektů Slovenska.

## Historie
Projekt budovy byl vypracován v roce 1984. Stála za ním Viera Mecková, která nebyla členkou KSS a uspěla ve veřejné soutěži. Komplex budov byl dokončen v roce 1988. Komunistické straně však sloužil jen velmi krátkou dobu, nakonec se stal majetkem města Žiliny a to velkou budovu využilo pro potřeby místních úředníků.
Architektonická hodnota původních obkladů zůstala zachována i při modernizaci a rekonstrukci objektu, která byla plánována v druhé dekádě 21. století. V rámci ní mělo dojít k zateplení střechy, výměně topení, náhradě poškozených částí stavby apod. Vznikla také zelená střecha.
V budově se natáčely scény seriálu Stíny v mlze.